# Pedro Girón de Ahumada

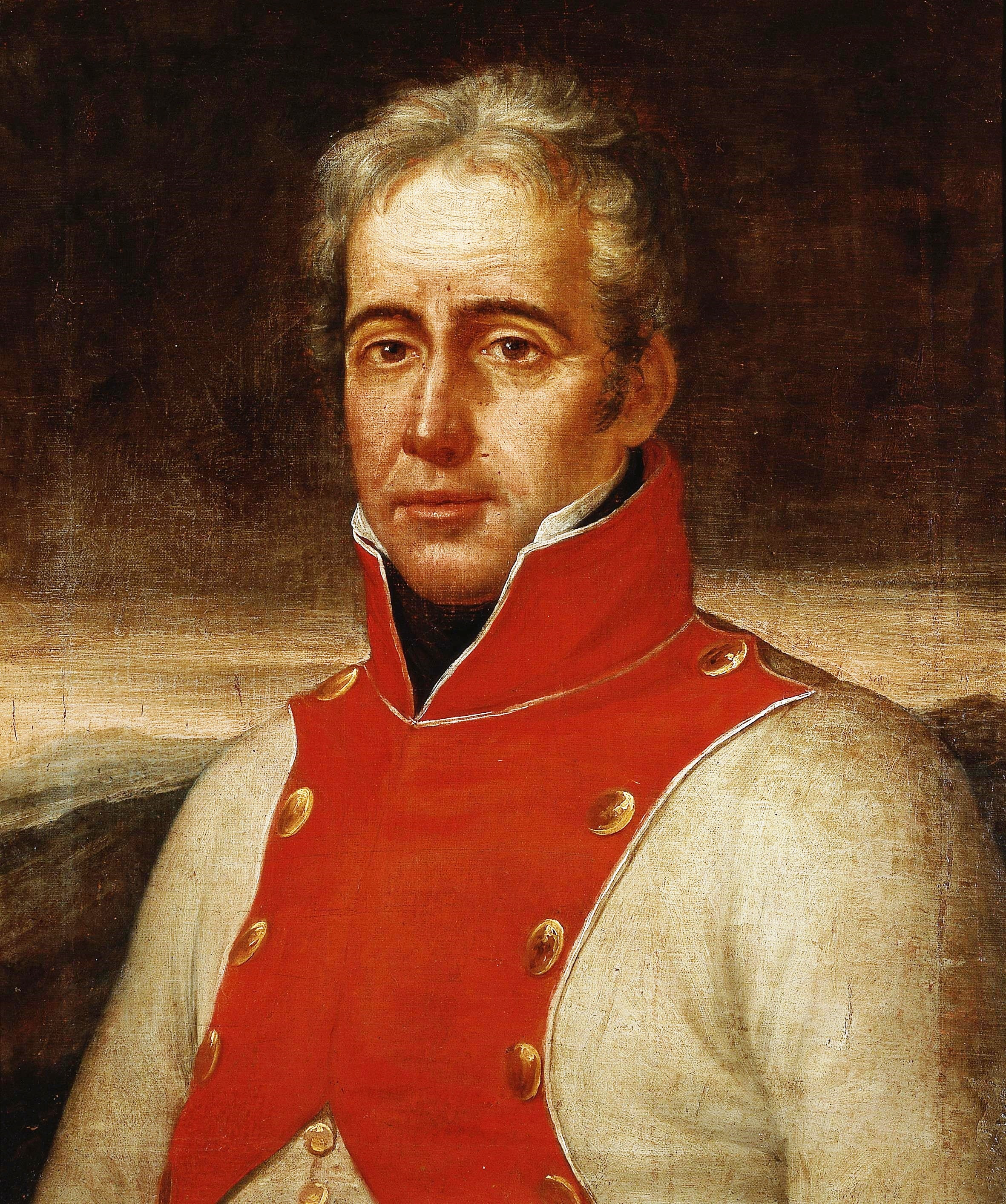
Pedro Agustín Girón

Herzog Don Pedro Agustín Girón de Ahumada, Marques de las Amarillas, (* 1778 in San Sebastián; † 14. Mai 1842 in Madrid) war ein spanischer General und Staatsmann. 

## Leben
Im Jahr 1806 trat Pedro Girón de Ahumada der königlichen Garde als Offizier bei und spielte eine entscheidende Rolle im Unabhängigkeitskampf Spaniens als Chef des Generalstabes des Heeres. Obwohl er sich zögerlich dem Oberbefehl von Wellington unterordnete, aufgrund seines Stolzes, leistete er dennoch bedeutende Dienste. Nach der Rückkehr von Ferdinand VII. zog er sich aufgrund seiner Sympathie für den gemäßigten Konstitutionalismus auf seine Güter zurück.
Nachdem 1820 die Revolution des Trienio Liberal ausbrach, übernahm Pedro Girón de Ahumada am 19. März das Amt des Kriegsministers, trat jedoch am 11. August wieder zurück. Er geriet in Konflikt mit den Radikalen, da er ihren Ausschreitungen entgegentrat. Ferdinand VII. ernannte ihn 1833 in seinem Testament zum Mitglied des Regentschaftsrats, der während der Minderjährigkeit seiner Tochter eingesetzt wurde. In dieser Zeit setzte er sich für die Einrichtung einer Kammer mit erblichen Mitgliedern ein. Durch diese Aktion verlor er maßgeblich an Popularität. Er tat sich in dieser neu gegründeten Kammer als Redner hervor und wurde auch deren Präsident. 
Als Toreno 1835 die Verwaltung übernahm, wurde Pedro Girón mit dem Kriegsministerium betraut. Jedoch scheiterten seine Pläne aufgrund finanzieller Engpässe und der Unfähigkeit einiger seiner Untergebenen. Als er seinen unerfahrenen Sohn zum Generalkapitän von Andalusien und Militärgouverneur von Cádiz ernannte, wurde er von der Presse wegen Nepotismus scharf kritisiert. Aufgrund des hohen Drucks durch die Presse trat er von seinem Amt zurück und beschränkte sich auf die Teilnahme a den Verhandlungen der Ersten Kammer. 1836 wurde er von der Königin zum Herzog von Ahumada erhoben. Geplagt von Erschöpfung und dem Hass des Volkes, zog er sich aus den öffentlichen Angelegenheiten zurück und verließ nach der Wiederherstellung der Konstitution von 1812 sein Heimatland. Er ließ sich zunächst in Bordeaux nieder, kehrte jedoch später nach Cádiz und dann nach Madrid zurück, wo er am 14. Mai 1842 verstarb.
| Personendaten    | Personendaten                     |
| ---------------- | --------------------------------- |
| NAME             | Girón de Ahumada, Pedro           |
| ALTERNATIVNAMEN  | Girón de Ahumada, Pedro Agustín   |
| KURZBESCHREIBUNG | spanischer General und Staatsmann |
| GEBURTSDATUM     | 1778                              |
| GEBURTSORT       | San Sebastián                     |
| STERBEDATUM      | 14. Mai 1842                      |
| STERBEORT        | Madrid                            |